# Frauenwald
Frauenwald – dzielnica miasta Ilmenau w Niemczech, w kraju związkowym Turyngia, w powiecie Ilm. Do 31 grudnia 2018 jako samodzielna gmina wchodziła w skład wspólnoty administracyjnej Rennsteig. Leźy w Lesie Turyńskim. Liczy 927 mieszkańców (31 grudnia 2018).

## Współpraca
Miejscowości partnerskie:
- Liederbach am Taunus, Hesja
- Villebon-sur-Yvette, Francja